# Aarón Fernández
Aarón Fernández García (Città del Messico, 20 luglio 1987) è un ex calciatore messicano, di ruolo portiere.

## Carriera
Ha esordito con il Tigres UANL il 3 febbraio 2012 nel match di Coppa Libertadores pareggiato 2-2 contro l'Unión Española.

## Palmarès

### Club

#### Competizioni nazionali
- Campionato messicano: 3

Tigres UANL: 2011 (A), Apertura 2015, Apertura 2017